# Godeč
Godeč (in bulgaro Годеч?) è un comune bulgaro situato nella Regione di Sofia di 6 041 abitanti (dati 2009). La sede comunale è nella località omonima.

## Località
Il comune è formato dall'insieme delle seguenti località:
- Godeč (Годеч) (sede comunale)
- Bărlja (Бърля)
- Brakjovci (Бракьовци)
- Bukorovci (Букоровци)
- Ginci (Гинци)
- Goleš (Голеш)
- Gubeš (Губеш)
- Kalenovci (Каленовци)
- Komštica (Комщица)
- Lopušnja (Лопушня)
- Murgaš (Мургаш)
- Ravna (Равна)
- Razboište (Разбоище)
- Ropot (Ропот)
- Smolča (Смолча)
- Staninci (Станинци)
- Šuma (Шума)
- Tuden (Туден)
- Vrădlovci (Връдловци)
- Vărbnica (Върбница)